# 이중혁명
이중혁명이란 18세기 말부터 19세기 초에 있었던, 산업혁명과 3차례에 걸쳐 벌어진 프랑스 혁명을 일컫는 표현으로, 영국의 역사학자 에릭 홉스봄이 사용하였다. 이중혁명으로 인해 서구 사회에는 경제적 자본주의와 정치적 민주주의를 특징으로 하는 근대 사회가 출현하게 된다.

## 산업혁명
특정 시기를 짚을 수 있는 것이 아닌 천천한 혁명인 산업혁명은, 기존의 소규모 공업을 대규모 공장제도로 바꿔냈다. 산업혁명 시기의 공장에서 노동자들은 예전처럼 각자의 생활권에서 물건을 만들어 파는 것이 아니라, 단일 작업장에 모여 거대한 설비와 함께 움직인다. 이러한 경제조직은 영국의 섬유산업에서 처음 발생하였는데, 이 새로운 조직양식의 성공과 더불어 순식간에 전 유럽으로 퍼져나갔다.
1830년대에 들어 산업혁명은 철도 산업과 함께 또 다른 탄력을 받는다. 철도는 수많은 원료와 기계 설비는 물론, 대규모의 노동자들을 신속하게 한 곳으로 집중시켜주었다. 그 결과 서유럽에서는 기존에는 존재하지 않았던 대도시(Metropolis)가 출현하게 된다.
이러한 도시생활은 그 이전에는 존재하지 않았던 거대한 노동자 계급을 만들어 내었다. 산업혁명 시기 영국의 노동자 계급의 비참한 생활상에 대해서는 여러 가지 문헌이 잘 표현하고 있는데, 지금과는 비교할 수 없을 정도로 짧은 평균수명, 비참한 건강상태, 낮은 수준의 교육 등이 당시 지식인들의 큰 관심을 불러일으켰다.(이것이 근대 사회주의 운동의 태동과 관련된다.)
또한, 노동자 계급의 '질 낮은' 집단생활은 당시의 지배 계급이었던 신흥 자본가 계급에게 큰 위협으로 다가왔는데, 그들은 자신들이 소유하고 있던 언론을 통해 노동자 계급의 야만성과 그들에 대한 공포를 직접적으로 드러내었다.
즉, 산업혁명은 엄청난 경제적인 효율성을 가져온 동시에, 노동자 계급이라는 새로운 형태의 피지배계급을 만들어 내었으며, 자본가 계급으로 하여금 그들을 조직적으로 통제할 수 있는 강력한 힘을 주었다. 동시에 피지배계급이 처음으로 대도시에 모였다는 사실은, 지배 계급이 피지배 계급에게 혁명과 폭동의 위협을 좀 더 직접적으로 받을 수 있음을 의미한다.

## 정치혁명(프랑스 혁명)
프랑스 혁명은 신흥 자본가 계급에게 정치적인 권력을 가져다 준 계기가 된다.
프랑스 혁명은 1789년에 처음 시작되었다. 프랑스 혁명의 참여자들은 당시 국왕이었던 루이 16세를 처형하고, 공화국을 선포한다. 또한, 그동안의 억압에 반하여 모든 프랑스인의 자유와 평등, 우애를 선언하였고(이는 현대 프랑스의 국기의 탄생과도 관련된다.) 이러한 정치적 자유를 온 유럽에 알리게 된다.
정치혁명은 그동안 권력을 쥐고 있었던 귀족과 성직자가 아니라, '제3신분'이라고 불렸던 평민들이 국가의 주인임을 일깨워준 사건이었다. 실제로 혁명은 파리의 평민, 상점주, 노동자, 농민 및 혁명에 공감하는 귀족과 성직자를 중심으로 일어났다.
그러나 이 과정에서 모든 '제3신분'이 자유를 누린 것은 아니었다. 점증하는 경제적 혁명의 압력과 함께 자본을 소유하고, 자본주의의 맹아를 만들고 있었던 신흥 자본가 계급이 이러한 자유의 성과의 대부분을 챙겼다. 프랑스 혁명은 사회의 걸림돌 역할을 했던 각종 봉건주의적 잔재들을 모두 청산해 버렸다. 제3신분이라는 이유만으로 차별당하지도 않고, 왕이 정하는 방향으로 경제정책을 추구하지 않아도 되었다. 다만 자본이 원하는 방향으로 움직일 수 있는 효율적이고도 중앙집권적인 국가 체제를 만들어 내었을 뿐이다. (아담 스미스의 국부론은 이러한 새로운 사회의 생각을 직접적으로 담고 있는 책이다.)
즉, 프랑스 혁명은 외면적인 정치적 평등을 달성하였으나, 경제적 차이로 인한 실질적 평등에 관한 문제에는 해답을 주지 못했다. 그러나 한편으로는 피지배계급이 지배계급에 대항해 새로운 사회체제를 훌륭하게 이룩할 수 있다는 경험을 알려주었으며, 프랑스 이외의 유럽 지역에 그와 같은 생각이 널리 확산되는데 기여하였다.

## 참고 문헌
- 에릭 홉스봄, 《혁명의 시대》, 《자본의 시대》